# Jumping!!/Your Voice
『Jumping!! / Your Voice』（ジャンピング ユア・ボイス）は日本の声優ユニット・Rhodanthe*による1枚目のシングル。2013年7月24日ににフライングドッグより発売された。

## 概要
テレビアニメ「きんいろモザイク」の主要キャラクター演じる声優の西明日香、田中真奈美、種田梨沙、内山夕実、東山奈央によるで結成された声優ユニット・Rhodanthe*による両A面シングル。
初回限定盤は表題曲2曲のミュージック・ビデオが収録されたDVDが付属するスリーブケース仕様。
オリコン週間チャートで最高25位を獲得。

## 批評
CDジャーナルは『Meis Clauson作曲によるキラキラ・ポップ「Jumping!!」もナイスですが、中塚武によるジャジィ・ポップ「Your Voice」がおしゃれ!』と批評した。

## 収録内容
| 全編曲: 上杉洋史。 |                                      |           |              |       |
| #                  | タイトル                             | 作詞      | 作曲         | 時間  |
| 1.                 | 「Jumping!!」                        | yuiko     | Meis Clauson | 4:04  |
| 2.                 | 「Your Voice」                       | 中塚武    | 中塚武       | 4:12  |
| 3.                 | 「Jumping!!」(みんなと一緒に練習用)  |           | Meis Clauson | 4:04  |
| 4.                 | 「Your Voice」(みんなと一緒に練習用) |           | 中塚武       | 4:11  |
| 合計時間:          | 合計時間:                            | 合計時間: | 合計時間:    | 16:31 |

| #  | タイトル                    | 作詞 | 作曲・編曲 |
| -- | --------------------------- | ---- | ---------- |
| 1. | 「Jumping!!」(Music Video)  |      |            |
| 2. | 「Your Voice」(Music Video) |      |            |

### 解説
1. Jumping!!
  - テレビアニメ「きんいろモザイク」オープニングテーマ。
2. Your Voice
  - テレビアニメ「きんいろモザイク」エンディングテーマ。
  - 中塚武のアルバム「GIRLS & BOYS」収録曲のカバー。